# The Decca Tapes
The Decca Tapes è un bootleg del gruppo musicale britannico The Beatles, contenente le 15 canzoni eseguite dai The Beatles durante la fallita audizione alla Decca Records.

## Disco
Dato il copyright incerto, poiché all'epoca delle registrazioni i Beatles non avevano ancora firmato con la EMI, le cosiddette Decca Tapes vennero pubblicate nella "zona grigia" della semi legalità, tra la fine degli anni ottanta e i primi anni novanta, soprattutto in Giappone e in Europa, nonché in alcune compilations nei primi anni '80. La maggior parte delle pubblicazioni semi legali ometteva le tre canzoni firmate Lennon/McCartney.
Un'azione legale della Apple riportò le Decca Tapes nel mondo dei bootleg. Nel 1978 14 delle 15 canzoni vennero pubblicate in singoli colorati con copertine fotografiche che ritraevano i Beatles in vari momenti della loro carriera. L'anno seguente tutte e 15 le canzoni vennero pubblicate in un album assieme a 5 canzoni registrate al Cavern Club. Cinque brani sono stati inclusi anche nella raccolta Anthology 1.

## Tracce
1. Like Dreamers Do (Lennon/McCartney)
2. Money (That's What I Want) (Bradford/Gordy)
3. Till There Was You (Wilson)
4. The Sheik of Araby (Snyder/Wheeler/Smith)
5. To Know Her Is to Love Her (Spector)
6. Take Good Care of My Baby (Goffin/King)
7. Memphis (Berry)
8. Sure to Fall (in Love with You) (Perkins/Cantrell/Claunch)
9. Hello Little Girl (Lennon/McCartney)
10. Three Cool Cats (Leiber/Stoller)
11. Crying, Waiting, Hoping (Holly)
12. Love of the Loved (Lennon/McCartney)
13. September in the Rain (Warren)
14. Bésame mucho (Velasquez/Skylar)
15. Searchin' (Leiber/Stoller)

### Registrazioni al Cavern Club
1. I Saw Her Standing There [Live] (Lennon/McCartney)
2. One After 909 [Live] (Lennon/McCartney)
3. One After 909 [Live] (Lennon/McCartney)
4. Catswalk [Live] (McCartney)
5. Catswalk [Live] (McCartney)[1]

## Musicisti
- George Harrison — chitarra solista, voce
- John Lennon — voce, chitarra ritmica
- Paul McCartney — voce, basso
- Pete Best — batteria